# 狼母

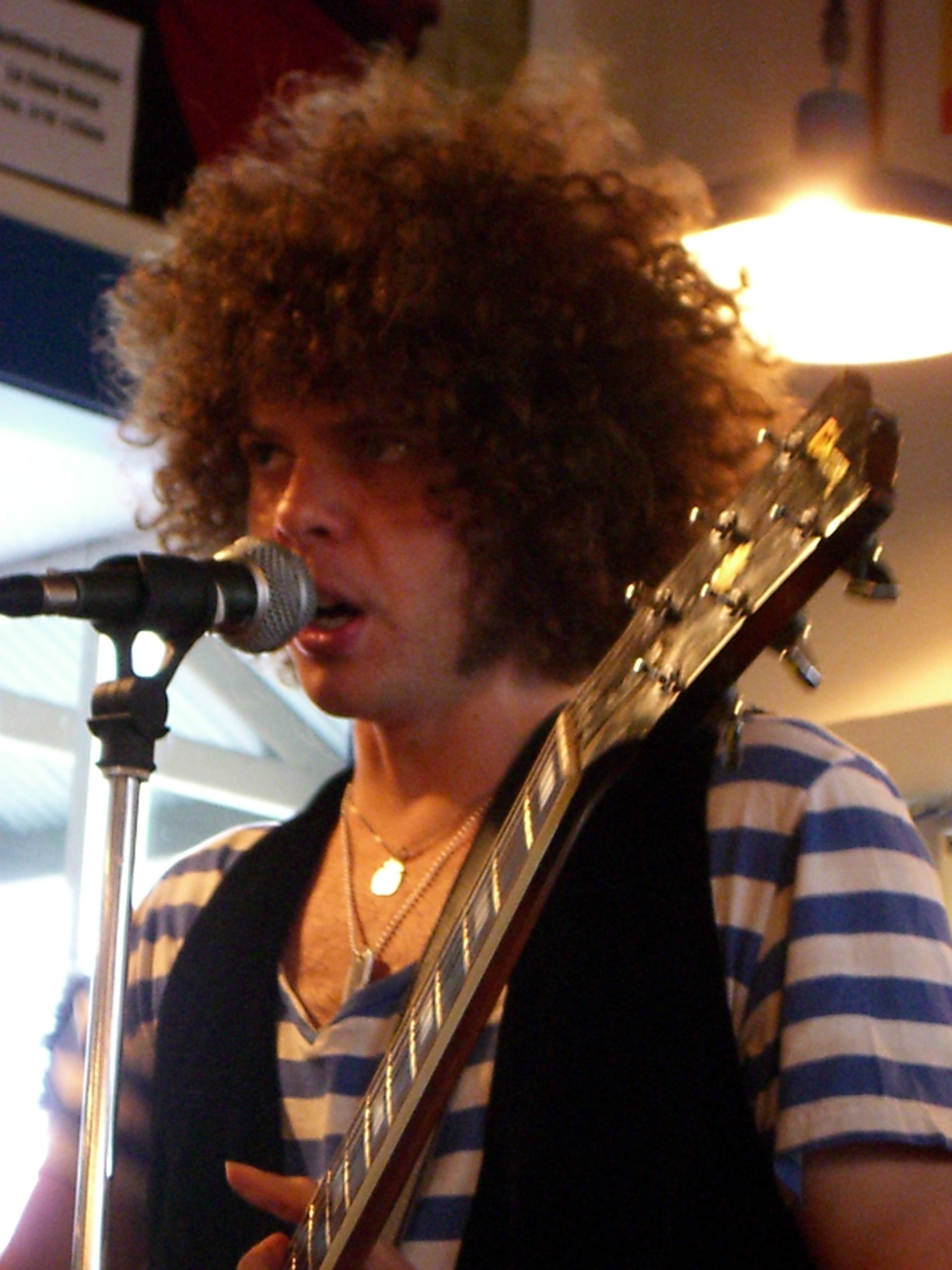
2006 年 SXSW 上的狼母

狼母樂隊（Wolfmother）是澳大利亞的3人音樂組合。

## 關於
狼母樂隊（Wolfmother）是一隊來自澳洲悉尼的樂隊，成立於2003年，風格為迷幻搖滾，而且經常被人們拿齐柏林飞船和黑色安息日來作對比。
在2004年期間，狼母被澳洲音樂媒体發現，在大量的澳洲国內大型演唱會參與演出和発行一張同名EP，2005年10月發了首張同名大碟，由於歌曲大受歡迎，而极速在澳洲成名，2005年進軍美国洛杉磯，也受到美國听眾愛戴。主要首本名曲有《MInd's eye》、《White Unicorn》和《Women》等等。

## 成員
- Andrew Stockdale：主唱、吉他
- Chris Ross：低音吉他
- Myles Heskett：鼓

## 作品

### 原创专辑
- Wolfmother (2005)
- Cosmic Egg (2009)
- New Crown (2014)
- Victorious (2016)
- Rock'n'Roll Baby (2019)
- Rock Out (2021)

## 外部連結
- 官方网站